# HD 99453
HD 99453，又名CP-63 1893，SAO 251402、HR 4413，是一颗恒星，视星等为5.17，位于銀經293.7，銀緯-2.65，其B1900.0坐标为赤經11h 21m 23.3s，赤緯-63° -2.65′ 15″。